# Kukaši
Kukaši (lat. Acanthocephala), u hrvatsko jeziku nazivani imenom kukaši ili crvi bodljikavih glava (bodljoglavi crvi; bug. Бодлоглави червеи; ukr. Колючеголові черви; njem. Kratzwürmer), koljeno u carstvu životinja (animalia) mikroskopski su parazitski crvi sa pseudocelomom (lažni celom) koji čine koljeno u carstvu animalia. Tijelo se sastoji od rilice (proboscis), vratnog dijela bez trnova i trupa s trnovima. Veličina im je uglavnom ispod dva centimetra, ali mogu da budu i veći, a ponekad i manji od milimetra. Unutar tjelesnog zida koji se sastoji od kutikule, epidermisa, lakunarnog sistema, bazalne membrane i mišićnih slojeva nalazi se tjelesna duplja, pseudocelom. Crijevnog sistema nemaju, a hranu primaju preko cijelog tijela. Život provode kao nametnici u crijevima kralježnjaka (riba, ptica i sisavaca, a ličinke u kukcima i rakovima.
Najpoznatija je vrsta golemi kukaš znanstveno nazvan Macracanthorhynchus hirudinaceus (Pallas, 1781) .

## Razdioba
Postoji ukupno (946) vrsta koje se nalaze na popisu unutar četiri razreda. Ovi razredi su Archiacanthocephala (177 živih vrsta), Eoacanthocephala (248), Palaeacanthocephala sa (765)  i  Polyacanthocephala (4 vrste).
Carstvo Animalia
- Classis Archiacanthocephala Meyer, 1931 • 187 od 177 živih vrsta
  - Ordo Apororhynchida
    - Familia Apororhynchidae
      - Genus Apororhynchus

  - Ordo Gigantorhynchida
    - Familia Giganthorhynchidae
      - Genus Gigantorhynchus
      - Genus Mediorhynchus

  - Ordo Moniliformida
    - Familia Moniliformidae
      - Genus Australiformis
      - Genus Moniliformis
      - Genus Promoniliformis

  - Ordo Oligacanthorhynchida
    - Familia Oligacanthorhynchidae
      - Genus Cucullanorhynchus
      - Genus Heptamegacanthus
      - Genus Macracanthorhynchus
      - Genus Multisentis
      - Genus Neoncicola
      - Genus Nephridiacanthus
      - Genus Oligacanthorhynchus
      - Genus Oncicola
      - Genus Pachysentis
      - Genus Paraprosthenorchis
      - Genus Prosthenorchis
      - Genus Tchadorhynchus
- Classis Eoacanthocephala Cleve, 1936
  - Ordo Gyracanthocephala
    - Familia Quadrigyridae
      - Genus Acanthodelta
      - Genus Acanthogyrus
      - Genus Machadosentis
      - Genus Palliolisentis
      - Genus Pallisentis
      - Genus Pararaosentis
      - Genus Quadrigyrus
      - Genus Raosentis
      - Genus Triaspiron

  - Ordo Neoechinorhynchida
    - Familia Dendronucleatidae
      - Genus Dendronucleata

    - Familia Neoechinorhynchidae
      - Genus Atactorhynchus
      - Genus Dispiron
      - Genus Eocollis
      - Genus Floridosentis
      - Genus Gorytocephalus
      - Genus Gracilisentis
      - Genus Hexaspiron
      - Genus Microsentis
      - Genus Neoechinorhynchus
      - Genus Octospinifer
      - Genus Octospiniferoides
      - Genus Pandosentis
      - Genus Paraechinorhynchus
      - Genus Paulisentis
      - Genus Tanaorhamphus
      - Genus Wolffhugelia
      - Genus Zeylanechinorhynchus

    - Familia Tenuisentidae
      - Genus Paratenuisentis
      - Genus Tenuisentis
- Classis Palaeacanthocephala Meyer, 1931
  - Ordo Echinorhynchida
    - Familia Arhythmacanthidae
      - Genus Acanthocephaloides
      - Genus Bolborhynchoides
      - Genus Breizacanthus
      - Genus Euzetacanthus
      - Genus Heterosentis
      - Genus Hypoechinorhynchus
      - Genus Paracanthocephaloides
      - Genus Solearhynchus
      - Genus Spiracanthus

    - Familia Cavisomidae
      - Genus Caballerorhynchus
      - Genus Cavisoma
      - Genus Echinorhynchoides
      - Genus Femogibbosus
      - Genus Filisoma
      - Genus Megapriapus
      - Genus Neorhadinorhynchus
      - Genus Paracavisoma
      - Genus Pseudocavisoma
      - Genus Rhadinorhynchoides

    - Familia Diplosentidae
      - Genus Allorhadinorhynchus
      - Genus Amapacanthus
      - Genus Diplosentis
      - Genus Golvanorhynchus
      - Genus Pararhadinorhynchus

    - Familia Echinorhynchidae
      - Genus Acanthocephalus
      - Genus Anuracanthorhynchus
      - Genus Brasacanthus
      - Genus Circinatechinorhynchus
      - Genus Echinorhynchus
      - Genus Frilloechinorhynchus
      - Genus Pilum
      - Genus Pseudoacanthocephalus

    - Familia Fessisentidae
      - Genus Fessisentis

    - Familia Gymnorhadinorhynchidae
      - Genus Gymnorhadinorhynchus

    - Familia Heteracanthocephalidae
      - Genus Aspersentis
      - Genus Bullockrhynchus
      - Genus Sachalinorhynchus

    - Familia Illiosentidae
      - Genus Brentisentis
      - Genus Dentitruncus
      - Genus Dollfusentis
      - Genus Goacanthus
      - Genus Indorhynchus
      - Genus Koronacantha
      - Genus Metarhadinorhynchus
      - Genus Paradentitruncus
      - Genus Pseudorhadinorhynchus
      - Genus Tegorhynchus
      - Genus Telosentis

    - Familia Isthmosacanthidae
      - Genus Isthmosacanthus

    - Familia Pomphorhynchidae
      - Genus Longicollum
      - Genus Paralongicollum
      - Genus Pomphorhynchus
      - Genus Pyriproboscis
      - Genus Tenuiproboscis

    - Familia Rhadinorhynchidae
      - Genus Australorhynchus
      - Genus Cathayacanthus
      - Genus Cleaveius
      - Genus Edmondsacanthus
      - Genus Golvanacanthus
      - Genus Gorgorhynchoides
      - Genus Gorgorhynchus
      - Genus Leptorhynchoides
      - Genus Megistacantha
      - Genus Metacanthocephaloides
      - Genus Metacanthocephalus
      - Genus Micracanthorhynchina
      - Genus Paracanthorhynchus
      - Genus Paragorgorhynchus
      - Genus Pseudauchen
      - Genus Pseudogorgorhynchus
      - Genus Pseudoleptorhynchoides
      - Genus Raorhynchus
      - Genus Rhadinorhynchus
      - Genus Sclerocollum
      - Genus Serrasentis
      - Genus Serrasentoides
      - Genus Slendrorhynchus

    - Familia Sauracanthorhynchidae
      - Genus Sauracanthorhynchus

    - Familia Transvenidae
      - Genus Trajectura
      - Genus Transvena

  - Ordo Heteramorphida
    - Familia Pyrirhynchidae
      - Genus Pyrirhynchus

  - Ordo Polymorphida
    - Familia Centrorhynchidae
      - Genus Centrorhynchus
      - Genus Neolacunisoma
      - Genus Sphaerirostris

    - Familia Plagiorhynchidae
      - Genus Lueheia
      - Genus Oligoterorhynchus
      - Genus Owilfordia
      - Genus Plagiorhynchus
      - Genus Porrorchis
      - Genus Pseudogordiorhynchus
      - Genus Pseudolueheia
      - Genus Sphaerechinorhynchus

    - Familia Polymorphidae
      - Genus Andracantha
      - Genus Ardeirhynchus
      - Genus Arhythmorhynchus
      - Genus Bolbosoma
      - Genus Corynosoma
      - Genus Diplospinifer
      - Genus Filicollis
      - Genus Ibirhynchus
      - Genus Polymorphus
      - Genus Profilicollis
      - Genus Pseudocorynosoma
      - Genus Southwellina
- Classis Polyacanthocephala Amin, 1987
  - Ordo Polyacanthorhynchida
    - Familia Polyacanthorhynchidae
      - Genus Polyacanthorhynchus

## Galerija
- Proboscis vrste Echinorhynchus attenuatus
- Rhadinorhynchus
- Apororhynchus hemignathi
- Pomphorhynchus
- Pomphorhynchus u ribi Pomatomus saltatrix.